# 2019年のオーストラリア
2019年のオーストラリア （2019ねんのオーストラリア）では、2019年のオーストラリアに関する出来事について記述する。

## 国王等
- 国王（イギリス国王が兼位。）
  - 第6代: エリザベス2世 （1952年2月6日 - ）
- 総督
  - 第26代: ピーター・コスグローブ （2014年3月28日 - 2019年7月1日）
  - 第27代: David Hurley （2019年7月1日 - ）
- 首相
  - 第30代: スコット・モリソン （オーストラリア自由党、第1次内閣：2018年8月24日 - 2019年5月29日）
  - 第31代: スコット・モリソン （オーストラリア自由党、第2次内閣：2019年5月29日 - ）
- 高等裁判所長官
  - 第13代: Susan Kiefel （2017年1月30日 - ）

## できごと

### 1月
- 1月7日 – ダーリング川下流のメニンディー湖で魚の大量死が発生。絶滅危惧種を含む最大100万匹の魚が最終的に死に、おそらくオーストラリア史上最大の魚の死滅である。[1][2]
- 1月24日 - タニヤ・モンロ教授がオーストラリアの次期主任国防科学者に任命される。この職では初の女性となる。[3][4]

- 1月26日 - 第107回全豪オープン（メルボルン）女子シングルス決勝がロッド・レーバー・アリーナで開催され、大坂なおみ（日清食品）がペトラ・クビトバ（チェコ）を相手にセットカウント2-1で勝利[5]。

### 2月
- 2月13日 - ニューサウスウェールズ州のニューイングランドとノーザンリバーズ地域で山火事により約20軒の家が焼失。[6]

### 5月
- 5月18日 - 2019年オーストラリア総選挙。与党の自由党が勝利。[7]
- 5月29日 - スコット・モリソン、第31代首相に就任。第2次スコット・モリソン内閣成立。

### 7月
- 7月1日 - David Hurley、第27代総督に就任。